# 대구서부중학교
대구서부중학교(大邱西部中學校)는 대구광역시 서구 평리동에 있었던 공립 중학교이다.

## 학교 연혁
- 1980년 12월 15일: 서부중학교 설립인가(45학급)
- 1981년 3월 1일: 초대 박효기 교장 취임
- 1981년 5월 27일: 개교기념일
- 2004년 1월 7일: 학칙변경[남학교 → 남여분반](일반 26학급(남 18, 여 8) 특수 1학급 총 27학급)
- 2010년 2월 11일: 다목적 교실(강당 '창덕관') 개관
- 2014년 9월 1일: 제15대 양의숙 교장 취임
- 2017년 2월 9일: 제34회 졸업식(5학급 129명, 졸업생누계 17,139명)
- 2017년 3월 2일: 제37회 입학식(5학급 108명)
- 2018년 2월 28일: 서진중학교와 서대구중학교로 통폐합[1], 37년만에 폐교

## 참고 자료
- 대구서부중학교 - 한국교육학술정보원 학교알리미